# Fickjournalen
Fickjournalen var en svensk ungdomstidning med veckoutgivning som startades 1945 av Richters förlag AB i Malmö, ett dotterbolag till Hemmets Journals förlag i nämnda stad. År 1961 avkortades namnet till Fick och 1963 sammanslogs den med den av samma förlag 1961 startade Hennes: Journal för unga mammor till Hennes älsklingstidning Fick, vilken från 1964 utgavs under namnet Hennes.